# Петревене
Петревене (Пéтревене, Петревéне) е село в Северна България, разположено на левия бряг на река Панега (още: Златна Панега, в миналото: Панег, Алтън Панег). Намира се в община Луковит, област Ловеч, на главния път Е 83 от София за Плевен и Русе, както и на железопътната линия Червен бряг-Златна Панега, на няколко километра от град Луковит.

## География
Петревене е разположено на границата между Дунавската хълмиста равнина и Стара Планина, на левия бряг на река Панега. Построено е върху терасите на реката между хълма Бело поле на запад и река Панега на изток. През селото преминава главният шосеен път от София за Плевен и Русе, както и железопътната линия Червен бряг-Златна Панега. Намира се на 6 km от град Луковит, на 135 m надморска височина.

## История

### В древността
В местността „Черковището“ е открита гробница от желязната епоха. В района на селото живеели траки от племенната общност трибали, които оставили няколко тракийски погребални могили в околността.

### В Средновековието
Вероятно Петревене е било в границите на Първата и Втората български държави. Средновековното му име е било Мрамор или Мраморница и е било център на прилежащия му район Мраморница. В местността Рагачевото се намират останките на средновековния манастир „Св. св. Петър и Павел“. По време на татарските нашествия през XIII век населението се е криело в карлуковския пролом. През XII век, когато България е била в рамките на Византийската империя, в Петревене, както и в целия район, са били преселени от Тракия българи-павликяни, изповядващи, наред с богомилите и др., неканонични еретични християнски вярвания, които не принадлежали към официалното православие. Така в ранния османски период, а може би и преди това, по време на Втората българска държава, село Румянцево било наричано също и „Голям Павликан“, една от махалите на село Златна Панега се нарича „Павликени“, а манастира край Петревене е бил посветен и на апостол Павел. Смята се, че павликяните имали по-отдавнашно арменско-павликянско потекло. Неканоничните християнски вярвания били преследвани като християнски ереси както от православната църква, така и от пред-османските власти, но по-късно били толерирани от османските власти. В началото на Втората българска държава в района са се заселили кумани. В периода 1347 – 1351 г. в района е имало голяма чумна епидемия (черната чума) преминала вече през Европа, която е причинила масови размествания на населението. Недалеч (30 км на югозапад) от Петревене, се намират остатъци от крепостта Боженишки Урвич, където е изсечен следния каменен надпис: „Азъ Дромръ (Драгомир) писахъ: Азъ севастъ Огнѣнъ – бихъ при цари Шишман кефалиа и много зло патихъ. В то врѣмъ турци воюаху. Азъ са дръжахъ за вѣръ Шишмана црѣ“.

### Средищен център на област (тур.казá)Мраморница(XIV-XVI век)
Според неотдавна разкрития данъчен регистър Тахрир Дефтер, в ранния османски период (до към 1516 г.) Петревене е било средищния център на областта (тур. казá) Мроморнича (бълг. Мраморница) от окръга (тур. санджак) Никболу (бълг. Никопол) на Османската империя. Мраморница е обхващала съвременните селища Бъркач, Карлуково, Крушовица, Лепица, Луковит, Петревене, Петърница, Орешене, Реселец, Рупци, Садовец, Сухаче, Тодоричене, Червен Бряг, Чомаковци и др. Граничила е с казите на Никопол – от север (вкл. Глава, Койнаре), Ловеч – от изток (вкл. Торос, Дерманци, Градешница), Киево (в района на Гложене) – от юг (вкл. Беленци, Хубавене), Неделино и Враца – от запад (вкл. Роман, Бяла Слатина). До към 1585 г., а може би и по време на Втората българска държава, Петревене е носило две имена -- Мрамор и Петревен, или техни варианти и вероятно е било център на област, пак Мраморница. В Тахрир Дефтер се споменава за пръв път през 1430 г. с първо име Мрамор (тур. Мирамор, Мромор) и с второ име Петреве селе (тур. Бетреве селе). Тъй като в началото си османската власт е продължила и използвала съществуващите структури на предходните управления, а Тахрир Дефтер по принцип е копирал съществуващите данъчни системи от пред-османския период, най-вероятно Петревене, под името Мраморница или Мрамор, е било средищен център на областта, вероятно пак със същото име, Мраморница, и по време на Втората българска държава. През 1479 г. е било отбелязано вече с първо име Петреве селе и с второ име Мромор и е имало 26 семейни и едно вдовишко християнски домакинства, докато през 1516 г. е имало 14 семейни и 13 неженени християнски домакинства (1 домакинство/къща = 5 души). В началния османски период като „християни“ (или кристияни) били отбелязвани християните-еретици" (павликяни, богомили и др.), докато православните, които били под духовенството на цариградския гръцки патриарх, били отбелязвани като 'Рум милети". В Петревене етнически турци не са живели. Първите помаци в района са се появили в края на XV век. Думата помак (преминал към исляма българин -- християнски еретик) възниква най-напред в българската християнско-еретическа езикова среда на Северна България (Ловешко, Тетевенско, Луковитско, бившата казá Мраморница). Вероятно идва от израза „пó ямак“ (в смисъл на „по-голям ямак“, подобно на „пó юнак“). Възможно е също да идва и от диалектния израз „помáкан, омáкан, омáчен, помáчен“ в смисъл на „оземлен, поземлен, стопанин“, снабден с гарантирана „мáка“, някогашна диалектна северно-българска дума за имот, собственост, стопанство, за разлика от българите-християни, които преди обявяването на Танзимата през 1839 г. не са притежавали гарантирана „мáка“.

### В късния османски период (XVI-XIX век)
През 1516 г., при султан Селим I, е извършена административна реформа на териториалното деление на Османската империя при което казá Мраморница е била закрита. Части от нея са били зачислени към казите Никболу (бълг. Никопол) и Иврача (бълг. Враца). Загубило статута си на средищен център на казá, Петревене започнало да запада а населението му да намалява. Вероятно част от него е мигрирала в селата Мраморен, Врачанско и Петърница, Плевенско. През следващите векове селото се е числяло към казите Иврача (бълг. Враца) – през 1516 г., Никболу (бълг. Никопол) – през 1545 г. и Плевне (бълг. Плевен) – през 1579 и 1873 г.
Докато през 1545 г. и 1579 г. в неотдавна разкритите данъчни регистри Петревене е отбелязано с първо име Петревен и с второ име Мрамор, през 1585 г. се споменава вече само с едно име -- Петре (тур. Бетре). След 1585 г. името 'Мрамор', както и 'Мраморница', е престанало да се употребява и с течение на времето е било забравено. Според Османските регистри през 1545 г. с данъци са били обложени 9 семейни, 4 неженени и 3 вдовишки християнски домакинства и 1 семейно и 1 неженено помашки домакинства от Петревене, а през 1579 г. -- 30 семейни и 17 неженени християнски домакинства и 3 семейни и 3 неженени помашки домакинства. Първите помаци в Петревене, применувани на Иса (бълг. Исус) и Абди, синове на Абдуллах, преминали към исляма през 1545 г. През 1616 г. през района преминава включената в авангарда на османската армия войска на кримско-татарския хан Мирза Татар, която пленявала местното население, християнската част от което е търсило убежище в пещерите на Карлуковския пролом или се е преселило в други райони. През втората половина на 17 век в Луковитския край се нанасят помаци от района на Тетевен, като християнската част от местното население е бягала отново в Карлуковския пролом. През 1683 година през района преминала включената в авангарда на османската армия за войната ѝ срещу Австро-Унгария при Виена войска на кримско-татарския хан Селим Гирай по пътя си от Кримското ханство и Румъния през Никопол за София (през Етрополе) и Ниш.
В района на Петревене неканоничните християнски ереси (павликянството, богомилството и др.) просъществували до към края на XVII век, когато станали бурни религиозни събития. С поражението на Османската армия при Виена татарската войска, останала без плячка, при завръщането си в Кримското ханство се нахвърлила срещу немюсюлманското население на Северна България. Тези събития са отразени в приписка към църковна книга от село Кунино: „Да се знае коги приде татар хан у грат Плевен та неоста добитък хич, ни жена, ни девица в лето 7268, месец октоврия...“ За да се спаси от татарските золуми, една част от местното население преминало към исляма или се е преселило в други райони. От друга страна, през 1689 г., от военни съображения, османската власт заставила принудително всички българи -- християнски еретици да преминат към някоя от разрешените в османската империя религии. Едни от българите – християнски еретици приели неохотно ненавистното им дотогава православие, с което враждували постоянно, и се приобщили към българите-християни, докато други неохотно преминали към исляма и започнали да се наричат помаци. Така че в Петревене помаци станали онези от българите -- християнски еретици, които искали да се спасят от татарските золуми, или на които по догматични, икономически, семейни или други причини им било невъзможно да минат към православието. Мъжете започнали да носят чалми, жените – шалвари и забрадки. В центъра на Петревене била построена джамия. С течение на времето както името, така и вярата на християнските еретици (павликяни, богомили) потънали в забрава.
В края на XVIII век в района се появяват хайдушките дружини на Ангел войвода и Вълчан войвода, както и кърджалийски банди. Около Коледа на 1799 г. известният възрожденец и Врачански епископ на Цариградската патриаршия, свети Софроний Врачански, е намерил убежище от кърджалиите в Карлуковския манастир 'Успение Богородично', който е бил в неговата епархия. В книгата си „Житие и страдания грешнаго Софрония“ той пише: „А студ лют, нощ долга по декемврия месец 1799 г. Хочехме от студ да измрем. На утро востанахме рано. Пут не има, снег глубок. Четири часа (на едно) место, едвам за два дни пойдохме на Карлуковския манастир. Тамо седяхме пет-шест дни и учинихме Рождество Христово. И тамо начнаха да прихождат турци от войската, почто като се върнаха от Видин, по вси касаби наоколо имаше паши. По селата пашали ходяха повече да се хранят и да собличат селата ...“
Отношенията между християнската и помашката части на населението не винаги са били гладки. През 1820 г. игуменът на Карлуковския манастир, Калиник, е предупреждавал местните помаци да не се възгордяват и да не гледат отвисоко на християнската част от населението, защото някой ден руските войски ще дойдат. Впоследствие няколко помаци от ловешкия край са се оплакали на властите, че Калиник щял да вика руските войски. Именно във връзка с този случай думата помак се появява за пръв път в писмен вид.
През последните 300 години от османския период християнската и помашката части от населението на района преживяват демографски бум и нарастват. Така според неотдавна разкритите Османски регистри от 1873 г., с данъци са били обложени 122 християнски домакинства с 414 мъже, и 64 помашки домакинства със 160 мъже от Петревене. Помаците се занимавали главно с градинарство, а българите-християни – със скотовъдство. Измежду тях е имало занаятчии и еснафи, неотдавнашни преселници от Тетевен (в миналото: Тетевене, Тетювене). В Петревене не е имало черква нито училище преди премахването на османската власт, може би поради сравнителното неотдавнашно преминаване на потомците на павликяните към православието.
Около Коледа на 1871 г. оттук преминава българският национален герой и революционер Васил Левски на път от Гложене и Златна Панега за Червен бряг и Телиш при първата си обиколка на България,, при което основава таен революционен комитет в Луковит. В личното си тефтерче той е отбелязал разноските си по преминаването през района: „На Панег на ханатъ – 13, в Гл. два конака – (10, 30), в Червени бряк по Коледа за два вечера – 12.“ През Руско-турската война от 1877/78 г. през района преминават руските войски. Помашката част на населението от района избягва в Македония, но впоследствие се завръща.

### След възстановаването на българската държавност (1878 – 1918)
След отстраняването на османската власт през 1878 г. в Петревене започва масово заселване на българи-християни от балканските селища Брусен, Видраре и видрарските махали Смолевица и Краева бачия. Включено е в Плевенски окръг на Княжество България. През 1882 г. Феликс Каниц го е записал като Петревен. Наричано е още Петревяне, Петрьовене, Петровене, а вече след 1891 г. – Петревене. Родовете Тоновски, Герговски, Цановски, Стоевски, Велевски, Молдованете, Диловски, Недковски и др. са измежду първите петревенски родове в следосманска България. Браковете между първите поколения от видрарски и брусенски заселници в Петревене първоначално не се разрешавали, вероятно поради предишната им принадлежност към различни църковни епархии. Говори се, че видрарци настоявали в селото да се отглеждат крави, докато брусенци – биволи, което предизвиквало напрежение.
Първият кмет на Петревене след отстраняването на османската власт е бил Тоно Бенчев Баков (Пейкин) от село Видраре, роден във видрарската махала Смолевица. Бил е член на тайния революционен комитет Хасан Касам, основан от Васил Левски в село Видраре. Преселил се е в Петревене преди Руско-турската война (1877/78) поради влизането му в остър конфликт с един турски кадия във Видраре. Бил е баджанак на революционера Йосиф поп Петров от Видраре, също член на тайния певолюционен комитет на Васил Левски във Видраре, диарбекирски заточеник по обира на турската хазна при Арабаконак, ръководен от Димитър Общи през 1872 г. Тоно Бенчев е бил кмет на Петревене в продължение на 16 години, и е поддържал тесни връзки със съратника на Левски и министър-председател Стефан Стамболов, който го е посещавал в Петревене при пътуванията си из България. Първият писар в кметството му е бил синът му Бенчо Тонов. През 1878 г. се открива начално училище (1-во до 4-то отделение), което се е помещавало първо в една стара помашка къща, а след 1891 г. -- в новопостроеното „старо“ училище, изградено от местния майстор Стою Станев по стопанския начин, като в дотогавашната къща се премества селската община. Първите учители в селото са били Андрей Гаджовски от Луковит, роден в село Дранчево, Македония, и Марко Марков от град Карлово. Първият местен учител, Велю Нинов, е бил назначен през 1896 г. През 90-те години на 19 век Петревене е било тормозено и нападано от разбойническата банда на българина Яко войвода и помака Качамачко, действали в района.
След Съединението на Княжество България с Източна Румелия през 1885 г. помашката част от населението на района започва масово да се изселва в Турция, главно около градовете Чорлу в Източна Тракия и Хасанбей в Балъкесир, Мала Азия. С цел да се задържат, към 1893 г. в Блъсничево е открито помашко училище. Тогава в Петревене е имало 22 помаци, като цялата помашка част на населението се е изнесла от селото през 1898 г.. Предишните му имоти са били закупувани, изоставяни, прехвърляни или присвоявани от оставащото българско население. Петревенските помаци са оставили добри спомени сред населението. Имали са много мелодични песни, които изпълнявали под звуците на булгарина, най-известната от които е „Луковитски моми, мамо“. Изпитвали са голяма обич към река Панега, която наричали Алтън Панег и са почитали обитавали я водни духове. При напускането си от Петрвене помашките кадъни се наредили на моста от плочи в реката, плакали са и са нареждали „Сбогом, сбогом, Алтън Панег. Дали ще те видим пак.“ В началото на 20 век в Петревене са живели няколко италиански каменоделци, на които се дължат все още стоящите в местните гробища красиви надгробни паметници.
През 1902 г. изоставената и запустяла джамия била разрушена, като материалите ѝ са били използвни при строителството на черква „Успение Богородично“, изградена от трънски майстори недалеч от мястото на бившата джамия, с голямата подкрепа на местното население, което е дарило много пари, икони и църковна утвар. Първият петревенски свещеник е бил поп Стефан. През Балканската война (1912 – 1913) петревенците са воювали на чаталджанския фронт в Източна Тракия, а през Първата Световна Война (1915 – 1918) – на македонския фронт. Скромен паметник на загиналите петревенци във войните е издигнат през 2003 г. в центъра на селото. През Междусъюзническата война (1913 г.) Петревене е окупирано от нахлулите в България румънски войски, които претърсвали къщите една по една, а купите с царевица и сено по дворовете ровели с дълги метални шишове за да търсят укрити вещи.

### Между двете световни войни (1918 – 1944)
За културното издигане на селото спомага местното читалище (с библиотека) „Пробуда“ („Иван Стефанов-1918 г.“). Основано е по инициатива на Йосиф Бенчев през 1918 г., но скоро дейността му замира и през 1923 г. е затворено. Отворено е наново през 1927 г. През 1921 г. е открита прогимназия с основател и директор Тома Йосифов и с учители Георги Томов Вулов и Петко Георгиев. През 1922 г. е основана Трудово Земеделска Производителна Кооперация „Жетварка“ с учредител и директор Тома Йосифов. През 1923 г. край селото е издигнат оброк, с времето занемарен и изчезнал. По време на юнския преврат от 1923 г. много от членовете и привържениците на дотогавашната земеделска власт са били арестувани и уволнявани. По това време петревенци са имали остри конфликти за земя с тодориченци, които са стигали и до ръкопашни боеве.
През 1927 г. кооперацията се преименува на Кооперативна Банка „Жетварка“, с директор Тома Йосифов (до 1962 г.) и председател Тодор Диков. През 1937 г., по инициатива на Тома Йосифов, кооперацията построява модерните за времето си винарска изба, млекарска кооперация с мандра, птицеферма, първата в страната люпилня, считана на времето си за една от най-големите на Балканите, кравеферма, свинеферма, овцеферма, потребителски магазини, сладкарница, кооперативно лозе, овощна градина, кооперативни полевъдство от 400 дка и индустриалното предприятие „Машина“. През 1934 г. в Петревене са живеели 1209 души в 350 български домакинства, от които 5 цигански. В селото е имало няколко воденици, ханове, магазини, кръчми и работилници на шивачи и плетачи, бояджии, обущари, колари, железари, дърводелци и налбанти. По празници и сватби в селото е идвал да свири оркестъра на Дико Илиев от Карлуково.
Кооперация „Жетварка“ е притежавала известната картина „Жетварка“ на Владимир Димитров - Майстора, преместена по-късно в Националната Художествена Галерия в София. Броят на редовните членове в Кооперативната банка е достигал до 923 души от Петревене, от околните села Румянцево (бивше Блъсничево), Златна Панега, Тодоричене, Беленци, Карлуково, Дъбен и Орешене, както и от София, Пловдив и др.
Винарската изба е преработвала гроздето и на съседните села Тодоричене, Беленци и Карлуково, като е изнасяла част от произведеното вино дори в Германия. През 1942 г. Петревене става Образцово село на Царство България. По време на англо-американските бомбардировки на София през 1943 – 1944 г. в Петревене е евакуирана фабриката „Батерия“, както и много софийски семейства. По това време предприемачът Нако Павлов основава Комбинат за производство на водопроводни части, печки и др. По време на септемврийските събития от 1944 г. много от членовете и привържениците на дотогавашната власт са били арестувани и уволнявани.

### В социалистическия период (1944 – 1989)
След Втората Световна Война Петревене е включено в Ловешки окръг на Н.Р. България. През 1946 г. в него са живели 1254 души. През 1948 г. се извършва задължителна колективизация на земята и се създава Трудово Кооперативно Земеделско Стопанство (ТКЗС), с председател Иван Лаков. Към Кооперативната Банка „Жетварка“ се създава Техническа Работилница (наричана още Промкомбината) с 5 отдела: стругарски, леярски, дърводелски, бъчварски и тенекеджийски. През 1950 г. Банката се преименува на Всестранна Кооперация „Жетварка“. В Промкомбината по това време са работели към 100 души. През 1955 г. там са произведени 2572 пернишки печки. През 1956 г. по нареждане на властите и въпреки несъгласието и съпротивата на местното население Промкомбината е закрит, а машините и инвентара му са преместени в Луковит, с цел да се увеличи броя на работещите в ТКЗС-то, но всъщност повечето от работещите в Промкомбината са се изселили заедно със семействата си в други селища от района, вместо да постъпят на работа в ТКЗС-то. През 1956 г. в Петревене са живели 1183 души.
Железопътната линия от Червен бряг до циментовия завод „Златна Панега“ е проектирана да мине през Луковит и Петревене през 1966 г. от родения в Петревене строителен инженер Васил Тонев от София, началник на отдел „Нови жплинии в България“. Тогава е построена също и железопътната спирка Петревене (изоставена). Както и в околните селища, тогава са заселени нови цигански семейства, с цел да се продължи дейността на селското училище (затворено), тъй като учениците постоянно са намалявали.

### В периода след 1989 г.
След демократичните промени в България през 1989 г. Петревене е останало в Ловешка област на Р. България. ТКЗС-то е ликвидирано и земята е върната или компенсирана на предишните собственици или техните наследници. През 2012 г. е издигнат нов оброк на мястото на стария. Към читалището 'Иван Стефанов' има създаден състав за народни песни 'Петревчанка' . През 2011 в Петревене са живели 598 души.
Численост и дял на етническите групи според преброяването на населението през 2011 г.:
|                     | Численост | Дял (в %) |
| Общо                | 598       | 100,00    |
| Българи             | 368       | 61,53     |
| Турци               | 3         | 0,50      |
| Цигани              | 124       | 20,73     |
| Други               | 0         | 0,00      |
| Не се самоопределят | 4         | 0,66      |
| Неотговорили        | 99        | 16,55     |

## Редовни събития
Празник на селото е „Ден на дините“, който се чества всяка година в предпоследната събота и неделя на август.

## Културни и природни забележителности
През с. Петревене минава карстовата река Златна Панега. Красива и чиста, известна с това, че е единствената равнинна река в България, в която се въди по естествен начин балканска пъстърва.
От 1960-те години в Петревене се пее песента:
На изток от Карлуково, долу в равнината
се намира Петревене, село над селата.
Де го де, де го де,
Де го това пусто Петревене.
...

## Известни личности
- Тоно Бенчев Баков (1835 – 1911) -- от 1869 г. член на Видрарския комитет основан от Васил Левски, пръв кмет на Петревене след възстановяване на българската държавност (1878 – 1894).
- Тома Йосифов (1897 – 1963) -- Общественик, учредител на Съюза на птицевъдите в България и на ЗМС в района

От Петревене са също:
- адв. Йосиф Бенчев (1895 – 1973) -- Общественик, основател и водач на Съюза на бойците от Фронта в България (осн. 1931 г., Плевен, забранен 1934 г., възстановен 1944 г., разтурен 1948 г., като той е изселен в Петревене)
- Васил Колев (Мичмана) (род. 1904 г.) -- Политемигрант в СССР, репресиран, реабилитиран посмъртно през 1956 г.
- инж. Васил Тонев (1906 – 1991) -- Началник на отдел „Нови жп линии в България“, проектант на съвременната жп мрежа на България
- Радослав Радулов (Цури) (1931 – 2000) -- Туристически представител (аташе) в посолствата на България в Белгия и Канада

## Галерия Документи
- Квитанция за платен данък, 1896
- Квитанция за платена такса за пасене на добитък в общинската мера, 1907
- Бланка на кооперативната банка в Петревене, 1930-те
- Договор за заем от банката на Петревене, 1936
- Пощенски печат на Петревене, 1961
- Покана за откриването на жп линията Ч. Бряг-Зл. Панега и завода в Зл. Панега, 1966

## Галерия
- Иконостасна икона в черквата, дар от петрвенски жител, 1901
- Иконостасна икона в черквата, дар от петрвенски жител, 1901
- Паметника на загиналите през войните, 2003
- Възстановения оброк, 2009